# ما تیان‌یو
ما تیان‌یو (چینی ساده: 马天宇; پین‌یین: Mǎ Tiānyǔ؛ زادهٔ ۱۲ ژوئیه ۱۹۸۶) همچنین با نام ری ما (انگلیسی: Ray Ma) نیز شناخته می‌شود، بازیگر و خواننده اهل چین است. او از آکادمی فیلم پکن فارغ‌التحصیل شده‌است.